# Bangka Jaya
Bangka Jaya is een bestuurslaag in het regentschap Aceh Utara van de provincie Atjeh, Indonesië. Bangka Jaya telt 3698 inwoners (volkstelling 2010).